# Фосфоламбан
Фосфоламбан, такође познат као ПЛН или ПЛБ, је микропептидни протеин који је код људи кодиран са истоименим геном (ПЛН),  који се налази код људи на кратком краку 6. хромозома. Дужина полипептидног ланца протеина је 52 аминокиселине, а молекулска тежина  је 6.109.
Овај протеин кодиран геном припада фосфопротеинима по функцији. Укључен је у биолошки процес као што је ацетилација. Локализован је у мембрани, митохондријама, ендоплазматском ретикулуму, саркоплазматском ретикулуму 

## Историја
Фосфоламбан су открили Арнолд Мартин Кац и његове колеге 1974. године.

## Функција
Фосфоламбан се налази у облику пентамера и један је од главних супстрата цикличне АМП зависне протеинске киназе (ПКА) у срчаном мишићу. Протеин је инхибитор Ca++-ATPase срчаног мишића (серкоплазматски ретикулум Ca++-ATPase, SERCA) када је дефосфорилисан, али се ова инхибиција уклања када је ПЛБ фосфорилисан . Накнадно активирање Ca++ пумпе  доводи до краћих интервала између контракција, доприносећи лузитропном одговору који генеришу  бета агонисти . Протеин је стога кључни регулаторни фактор  дијастолног срчаног функционисања. 
Мутације у гену одговорном за овај протеин узрок су наследног облика  проширене кардиомиопатије  са  рефракторном конгестивном срчаном инсуфицијенцијом  . 
Када ПЛН фосфорилише  ПКА,  губи се његова способност да инхибира Ca++-ATPase срчаног мишића (SERCA) .  Према томе, активатори ПКА као што је бета агонист  епинефрин  (ослобођен симпатичком стимулацијом ) могу побољшати брзину откуцаја срчаног мишића (луситропија), што доводи до веће контракције (и позитивног инотропног ефекта). Општи ефекат нефосфоламбана је да смањи срчану контрактилност и брзину  опуштања мишића, чиме се смањује ударни волумен, срца.

## Клинички значај
Генске промене фосфоламбана резултују код животиња хипердинамичним срцем, са мало очигледних негативних последица.
Мутације овог гена код људи су узрок наследне дилатационе кардиомиопатије са рефракторном конгестивном срчаном инсуфицијенцијом.